# Solar-T
Solar-T um telescópio fotométrico duplo, projetado e construído no Brasil por pesquisadores do Centro de Radioastronomia e Astrofísica Mackenzie (CRAAM), da Universidade Presbiteriana Mackenzie, com  colaboração de estudantes e técnicos do Centro de Componentes Semicondutores da Universidade Estadual de Campinas (Unicamp), em São Paulo.
Primeiro instrumento científico deste tipo construído no país neste século, foi lançado à estratosfera pela NASA da base norte-americana de McMurdo, na Antártida, em 18 de janeiro de 2016, num balão estratosférico –   o Columbia Scientific Balloon Facility, denominado voo NASA 668N – depois de várias tentativas adiadas desde dezembro de 2015 devido às condições atmosféricas desfavoráveis. O balão foi construído para fazer uma circum-navegação na Antártida a 40 mil metros de altura por um período de até trinta dias. Uma das funções do Solar-T será a de captar a energia que emana das explosões solares em duas frequências ainda não exploradas, de 3 e 7 terahertz (THz).
Para fazer as medições, o Solar-T conta com um aparato composto por dois fotômetros (medidores de intensidade de fótons), coletores e filtros para bloquear radiações de frequências indesejáveis (infravermelho próximo e luz visível) e selecionar as frequências de 3 e 7 terahertz.